# Raiano
Raiano est une commune de la province de L'Aquila, dans la région Abruzzes, en Italie.

## Administration
| Période                                  | Période  | Identité          | Étiquette | Qualité |
| ---------------------------------------- | -------- | ----------------- | --------- | ------- |
| 14 juin 2004                             | En cours | Enio Mastrangioli |           |         |
| Les données manquantes sont à compléter. |          |                   |           |         |

### Communes limitrophes
Castel di Ieri, Castelvecchio Subequo, Corfinio, Goriano Sicoli, Molina Aterno, Pratola Peligna, Prezza, Vittorito.